# 모리 마사아키 (야구인)
모리 마사아키(일본어: 森 祇晶, 1937년 1월 9일 ~ )는 일본의 전 프로 야구 선수이자 야구 지도자, 야구 해설가·평론가이며, 본명은 모리 마사히코(森 昌彦)이다.
현역 시절 요미우리 자이언츠의 간판 포수로 활약을 했고, 요미우리가 9년 연속 일본 시리즈(V9)를 제패할 당시 팀의 중심 선수로서 ‘V9의 두뇌’라는 별명을 얻었다. 은퇴 후에는 야쿠르트 스왈로스, 세이부 라이온스, 요코하마 베이스타스에서 코치와 감독을 역임했고 세이부 감독 시절에는 9년 동안 재임하면서 팀을 8차례의 리그 우승, 6차례의 일본 시리즈 우승을 이끄는 대기록을 남겼다.

## 인물

### 선수 시절
오사카부 도요나카시에서 태어나 기후현 기후시에서 자랐으며, 기후 현립 기후 고등학교를 졸업한 후 1955년에 요미우리 자이언츠에 입단해 수비 포지션인 포수를 맡았다. 애당초 본인은 대학 진학을 생각하고 있어 일반 입시에서도 큰 문제없이 진학할 수 있다고 생각했지만 자영업이었던 집안의 경영이 어려워졌기 때문에 본가를 살리기 위해서 대학 진학을 포기하고 프로 야구단에 입단하기로 결심했다.
프로 5년차인 1959년에는 팀 동료인 후지오 시게루로부터 수비 포지션을 빼앗아(이후 후지오는 중견수로 수비 위치가 변경됨) 이후 은퇴할 때까지 팀내 주전 포수의 자리를 계속 지켰다. 배팅에서는 후지오가 우수했지만 당시 감독이었던 미즈하라 시게루는 모리의 치밀한 수비력을 높게 평가하면서 모리를 주전으로 기용했다.
미즈하라의 후임 감독인 가와카미 데쓰하루 감독은 모리의 두뇌를 평가하면서도 모리를 안주시키지 않기 위해 사사키 이사오, 오하시 이사오, 쓰치다 마코토, 요시다 다카시 등과 같은 아마추어 야구계의 유력 포수를 계속 영입하면서 모리는 요미우리에 아마추어의 유력 포수가 입단할 때마다 ‘자신에게는 신뢰가 없는 것인가’ 라고 고민하게 되었지만 현역 은퇴까지 주전 포수 자리를 계속 지켜내는 등 8년 연속 베스트 나인에 선정되어 팀의 V9 시대를 이끌었다.
통찰력이 날카로운데다 두뇌가 명석하고 연구에도 열심이며 배터리간의 리드력은 당시 프로 야구계의 포수중에서는 가장 우수했다. 상대 타자의 서투른 코스나 한 경기마다 상대팀 배터리의 볼배합을 모두 정확히 암기하고 있는 기억력의 소유자였다. 이 기억력을 무기로 볼 등을 교묘하게 사용한 치밀한 볼배합을 실행하여 상대 타자를 계속해서 농락했다. 캐칭도 뛰어나 현역 시절을 통해서 42개에 불과할 정도의 패스볼을 기록했다(예를 들어 노무라 가쓰야는 현역 시절에 통산 206개의 패스볼을 기록하고 있었다). 또 부상에도 매우 강하고 장기 결장이나 전력에서 이탈한 적이 거의 없는 포수였다.
경기 외에서의 정보 수집에도 열심이고 일본 시리즈의 대책으로서 당시 퍼시픽 리그에서의 절대적인 힘을 자랑하고 있던 한큐 브레이브스의 이야기를 듣기 위해 당시 난카이 호크스의 간판 포수인 노무라 가쓰야의 자택에 드나든다는 에피소드가 유명할 정도로 정보 수집과는 아울러 야구에 대해서 밤늦도록 두 사람과 서로 의견을 주고받았다고 한다. 이후 모리와 노무라는 친구 사이라고도 말할 수 있을 정도로 사이가 좋았다. 노무라의 자택에 가면 “이 양복 정말 좋네요” 라고 말하면서 노무라의 신사복을 몇 벌이나 가지고 돌아갔다는 에피소드가 있다. 다른 명포수의 예외없이 모리도 현역 시절에는 ‘속삭임 전술’의 명인이었다.
후지타 모토시가 말하는 바에 의하면, 바라는 코스로 던지게 하기 위해서 전신을 사용해 노리기 쉽게 만들 정도의 궁리를 하는 등 투수의 컨트롤을 끌어 내는 기술은 뛰어날 정도로 우수했다고 말한다. 한편 투수가 맞았을 때에 절대로 자신의 책임으로 하지 않았기 때문에 가와카미 감독이나 모리의 예전 팀 동료였던 다키 야스하루는 이렇게 말했다. 다만 가와카미 감독은 모리의 그러한 면을 인정하면서도 “그의 비정한 보고는 승부를 맡는데 있어서 매우 귀중했다”라고 평가했다.
좌타자이면서도 오 사다하루·나가시마 시게오에 이어 5번 타자로서도 활약을 하는 등(1964년에 1경기만 4번 타자로 활약한 적이 있었다) 낮은 타율임에도 불구하고 본래의 타격감과 승부의 힘을 발휘했고, 1967년 일본 시리즈에서 MVP를 석권했다. 야구계에서는 모리를 “요미우리 자이언츠 역사상 최강의 명포수”라는 평가가 많았고 모리의 현역 시절 등번호 ‘27’번은 일본 프로 야구계의 포수를 대표하는 등번호로 계속 정착하고 있어 현역 선수 중에서도 팀의 주전 포수에게 주어지는 경우도 있다.
1972년부터는 팀의 배터리 코치를 겸임했고 1973년 10월 22일 한신 고시엔 구장에서 열린 한신 타이거스와의 최종전에서는 요미우리가 승리하면서 V9을 달성한 직후 마운드에 난입한 일부 한신 팬들에게 쫓길 정도로 벤치 뒤에 도망치려고 하면 늦게 도망쳐 버려 부상은 면했지만 포수 마스크를 빼앗겨 버리는 수모를 당했다. 1974년에 팀이 10년 연속 리그 우승 달성에 실패하면서 그 해를 마지막으로 현역에서 은퇴하기로 결심했고 같은 해에 은퇴한 나가시마 시게오와 같은 은퇴식은 없었지만 선수 생활을 ‘조용하게’ 은퇴했다.

### 야구 해설가·지도자 시절
은퇴 후 1975년부터 1977년까지 니혼 TV의 야구 해설위원을 맡았고, 1978년부터 1979년까지 현역 시절에 친분이 있던 히로오카 다쓰로의 지휘 하에 야쿠르트 스왈로스의 배터리 코치(수석 코치격)를 역임했다. 1980년부터 1981년까지 TBS 전속 야구 해설자를 맡았고, 1982년부터 1984년에는 역시 히로오카 감독의 지휘하에 세이부 라이온스의 수석 코치 겸 배터리 코치를 3년간 역임했다. 야쿠르트와 세이부의 코치로 있을 당시 히로오카 감독의 지휘 하에 어렵게 선수들의 사생활 관리를 실시했기 때문에 선수들로부터 ‘모리 CIA’, ‘모리 KGB’ 라고 부르는 등 여러 가지 험담을 늘어놓을 정도의 미움을 받기도 했다. 최종적으로 히로오카 감독과의 갈등을 빚는 등 1984년 시즌 종료 후 세이부의 코치직을 사임했다. 후에 찰리 매뉴엘은 시사 주간지 주간아사히에서 노무라 가쓰야와의 대담을 통해 “히로오카는 좋은 감독이었지만 모리 코치는 정말 싫은 놈이었다”라고 말했다. 매뉴엘은 다음과 같이 말했다.

모리는 승리를 위해서 히로오카가 갖고 있던 생각을 충실히 실행하고 있었지만, 그라운드상에서 어렵게 접하는 것은 문제가 없어도 그라운드에서 떨어진 곳까지 어렵게 관리하는 것은 납득이 가지 않을 정도의 괴로운 일이었다.

세이부의 코치직을 사임한 후인 1985년에는 다시 해설가로 복귀하여 분카 방송의 야구 해설위원을 맡았고, 같은 해 12월에는 히로오카 다쓰로 감독이 사임하면서 차기 세이부의 감독으로 부임함과 동시에 자신의 이름도 ‘마사히코’(昌彦)에서 ‘마사아키’(祇晶)로 개명했다.
세이부의 감독으로 부임한 이후 “당연한 것을 당연하게 하는 야구”라는 팀의 슬로건을 내걸어 팀 플레이와 확률을 존중해 방어를 주체로서 주루나 번트를 많이 사용하였고 기초를 거듭하여 치밀한 야구를 전개해 나갔다. 감독 부임 첫 해인 1986년에는 퍼시픽 리그 우승과 일본 시리즈 우승을 동시에 이끄는 것을 시작으로 재임 기간 동안 무려 8차례의 퍼시픽 리그 우승(1986년 ~ 1988년, 1990년 ~ 1994년)과 6차례의 일본 시리즈 우승(1986년 ~ 1988년, 1990년 ~ 1992년)을 연거푸 달성하는 등 1980년대와 1990년대의 세이부 황금 시대를 이끈 견인차 역할을 하였다. 특히 1990년부터 1994년까지의 5년 연속 리그 우승은 현재까지 퍼시픽 리그에서 이 기록이 깨지지 않고 있다.
1994년 일본 시리즈에서는 요미우리와의 6차전(도쿄 돔·경기 개시 예정 시각 오후 1시)을 앞둔 정오 무렵에 요미우리 구단의 모기업인 요미우리 신문은 ‘세이부·모리 감독 사임’이라는 제목의 보도를 했다(교도 통신사에 의한 전달). 모리는 같은 해 마지막으로 감독직을 사임하는 것이 내심이어서 결정하고 있었지만 일본 시리즈가 끝나기 전에 감독직을 사임한다는 보도가 나온 것에 대해 쓰라림을 느끼기도 했다.
모리가 감독에서 물러난 직후 세이부의 차기 감독으로 주목받고 있던 이시게 히로미치, 구도 기미야스가 FA로 후쿠오카 다이에 호크스로 이적했고 이듬해 1995년 시즌 종료 후 모리의 후임 감독이었던 히가시오 오사무가 “같은 성적이라면 베테랑보다 젊은 선수들을 기용하겠다”는 방침으로 쓰지 하쓰히코가 자유 계약(쓰지는 야쿠르트에 이적하면서 1999년까지 활약), 1996년 시즌 종료 후에는 기요하라 가즈히로가 FA로 요미우리에 이적했다. 세이부의 황금 시대를 이끌었던 주력 선수들이 퇴단하면서 주전급 선수 중에서는 이토 쓰토무, 궈타이위안, 시오자키 데쓰야, 세이부 토박이는 아니지만 가토리 요시타카만이 세이부에서 현역 생활을 했다.
1995년부터 2000년까지 NHK와 닛칸 스포츠의 야구 해설 위원으로 지내는 등 평론가로 활동했고, 1998년에는 요미우리 구단 프런트의 일부가 나가시마 감독의 후임으로 추천하려고 했지만 반(反) 모리파의 OB에 의한 반대나 요미우리 신문 내부의 기대가 영향을 주었기 때문에 실현되지 않았다고 일부 주간지에 의해 보도되었다.
2001년에는 요코하마 베이스타스의 감독으로 발탁되면서 다시 지도자로 복귀했다. 요코하마는 곤도 아키히토가 물러난 1995년 시즌 종료 후와 오야 아키히코가 물러난 1997년 시즌 종료 후에도 요코하마 구단 측은 모리에게 감독을 맡아달라는 요청을 하고 있어서 요코하마가 모리에게 상당히 기대하고 있었던 것을 알 수 있다. 부임 첫 해인 2001년 시즌에는 69승 4무 67패라는 성적으로 리그 종합 순위 3위를 기록했지만 이듬해인 2002년 시즌 도중인 9월 25일에 성적 부진으로 감독직에서 물러났다.
요코하마 시절 감독으로서의 높은 평가를 받지 않았지만 한편으로 오가와 히로후미, 다네다 히토시 등 주력 선수들을 영입에 성공한 것 외에도 사이토 다카시를 구원 투수로 전향, 기즈카 아쓰시를 중간 계투로 전향, 아이카와 료지를 주전 포수로서 기용하는 것 등 후의 요코하마의 기초가 되는 선수의 육성과 팀의 재편성도 볼 수 있었다. 모리는 퇴임 후에 전력 차이를 메우자고 팀의 전력 보강에 움직이고 있었지만 결국 실현되지 않았다는 것을 밝히는 등 이후 한신 타이거스의 리그 우승 특집을 다룬 관련 서적에서 세이부에서는 자유롭게 시켜 주었다고 칭하는 한편 요코하마에서는 선수들의 기용하는 방식이 개입되었다라고 요코하마 구단 프런트를 비판하기도 했다.

### 그 후
요코하마의 감독직에서 물러난 이후에 미국 영주권을 취득하면서 2003년부터 현재까지 하와이에 거주하며 해외 야구와 관련된 평론 활동을 하고 있으며, 2005년에는 일본 야구 명예의 전당에 헌액되었다.

## 일본 시리즈 20연승
일본 시리즈에서의 모리는 현역 시절인 13차례(요미우리), 코치 시절에는 세 차례(야쿠르트에서는 한 차례, 세이부에서는 두 차례), 감독 시절에는 여덟 차례(모두 세이부)에 출전하는 등 통산 24차례에 출전한 경력을 갖고 있지만 세 번째 출전인 1961년 시즌부터 22번째의 출전인 1992년 시즌까지 모두 20회 연속 우승(일본 시리즈 우승)을 경험했다.
- 현역 시대 : 11연승(1961년, 1963년, 1965년 ~ 1973년) ※일명 V9.
- 코치 시대 : 3연승(1978년, 1982년, 1983년) ※1978년은 야쿠르트, 1982년과 1983년은 세이부.
- 감독 시대 : 6연승(1986년 ~ 1988년, 1990년 ~ 1992년)
- 시리즈 패전 : 4회(1957년, 1959년, 1993년, 1994년) ※1957년과 1959년은 현역 시절, 1993년과 1994년은 세이부 감독 시절.

1958년 일본 시리즈에서 요미우리는 니시테쓰 라이온스에게 3연승을 기록한 이후 4연패를 당했지만 모리는 이 시리즈에 출전하지 않았기 때문에 1958년의 출전 횟수에는 포함되지 않았다. 세이부는 1985년 일본 시리즈에서 한신 타이거스에게 패했지만, 모리는 전년도(1984년)에 코치직을 사임하면서 세이부의 감독 취임으로 팀에 복귀한 것은 다음 해(1986년)이였으므로 자신의 시리즈 연승 기록이 멈추지 않고 끝났다.
V9 달성 후의 요미우리는 1976년 일본 시리즈에서 한큐 브레이브스에게 패하면서 1959년 이후 17년 만에 시리즈 패자가 되었다. 한편 모리는 20연승 후인 1993년 일본 시리즈에서 야쿠르트한테 패하면서 34년 만에 시리즈 패자가 되는 불명예를 안게 되었다.

## 상세 정보

### 출신 학교
- 기후 현립 기후 고등학교

### 선수 경력
- 요미우리 자이언츠(1955년 ~ 1974년)

### 지도자·기타 경력
- 요미우리 자이언츠 배터리 코치(1972년 ~ 1974년) ※선수 겸임.
- 니혼 TV 야구 해설 위원(1975년 ~ 1977년)
- 야쿠르트 스왈로스 타격 코치(1978년 ~ 1979년)
- TBS 야구 해설 위원(1980년 ~ 1981년)
- 세이부 라이온스 배터리 코치(1982년 ~ 1984년)
- 분카 방송 야구 해설 위원(1985년)
- 세이부 라이온스 감독(1986년 ~ 1994년)
- NHK·닛칸 스포츠 야구 해설 위원(1995년 ~ 2000년)
- 요코하마 베이스타스 감독(2001년 ~ 2002년)

### 수상·타이틀 경력
- 베스트 나인 : 8회(1961년 ~ 1968년)
- 일본 시리즈 MVP : 1회(1967년)
- 일본 시리즈 타격상 : 1회(1965년)
- 쇼리키 마쓰타로상 : 2회(1986년, 1990년)
- 일본 야구 명예의 전당 헌액자(2005년)

### 개인 기록
- 올스타전 출장 : 11회(1960년 ~ 1970년)
- 통산 1000경기 출장 : 1966년 6월 30일(109번째)

### 등번호
- 27(1955년 ~ 1974년)
- 72(1978년 ~ 1979년)
- 81(1982년 ~ 1984년, 1986년 ~ 1994년, 2001년 ~ 2002년)

### 등록명
- 森 昌彦(1955년 ~ 1985년)
- 森 祇晶(1986년 ~ )

### 연도별 타격 성적
| 연 도       | 소 속       | 경 기 | 타 석 | 타 수 | 득 점 | 안 타 | 2 루 타 | 3 루 타 | 홈 런 | 루 타 | 타 점 | 도 루 | 도 루 자 | 희 생 번 | 희 생 플 | 볼 넷 | 고 4 | 사 구 | 삼 진 | 병 살 타 | 타 율 | 출 루 율 | 장 타 율 | O P S |
| ----------- | ----------- | ----- | ----- | ----- | ----- | ----- | ------- | ------- | ----- | ----- | ----- | ----- | -------- | -------- | -------- | ----- | ---- | ----- | ----- | -------- | ----- | -------- | -------- | ----- |
| 1955년      | 요미우리    | 1     | 1     | 1     | 0     | 0     | 0       | 0       | 0     | 0     | 0     | 0     | 0        | 0        | 0        | 0     | 0    | 0     | 0     | 0        | .000  | .000     | .000     | .000  |
| 1956년      | 요미우리    | 13    | 14    | 13    | 0     | 1     | 0       | 0       | 0     | 1     | 0     | 0     | 0        | 0        | 0        | 0     | 0    | 1     | 6     | 0        | .077  | .143     | .077     | .220  |
| 1957년      | 요미우리    | 42    | 105   | 97    | 5     | 21    | 3       | 0       | 1     | 27    | 12    | 1     | 0        | 1        | 0        | 7     | 0    | 0     | 20    | 1        | .216  | .269     | .278     | .548  |
| 1958년      | 요미우리    | 30    | 66    | 64    | 6     | 19    | 6       | 1       | 1     | 30    | 6     | 0     | 1        | 0        | 0        | 2     | 0    | 0     | 17    | 2        | .297  | .318     | .469     | .787  |
| 1959년      | 요미우리    | 105   | 363   | 329   | 17    | 75    | 7       | 1       | 3     | 93    | 26    | 5     | 0        | 3        | 2        | 28    | 3    | 1     | 52    | 8        | .228  | .291     | .283     | .573  |
| 1960년      | 요미우리    | 115   | 384   | 355   | 18    | 70    | 14      | 0       | 2     | 90    | 18    | 5     | 2        | 6        | 3        | 20    | 6    | 0     | 46    | 11       | .197  | .240     | .254     | .494  |
| 1961년      | 요미우리    | 113   | 344   | 323   | 17    | 72    | 15      | 1       | 4     | 101   | 29    | 0     | 4        | 1        | 1        | 17    | 3    | 2     | 24    | 6        | .223  | .266     | .313     | .579  |
| 1962년      | 요미우리    | 134   | 508   | 469   | 43    | 116   | 24      | 1       | 6     | 160   | 44    | 4     | 6        | 3        | 2        | 32    | 4    | 2     | 35    | 15       | .247  | .298     | .341     | .639  |
| 1963년      | 요미우리    | 132   | 452   | 419   | 26    | 83    | 10      | 2       | 4     | 109   | 38    | 3     | 0        | 2        | 4        | 27    | 4    | 0     | 30    | 11       | .198  | .247     | .260     | .507  |
| 1964년      | 요미우리    | 123   | 459   | 426   | 35    | 115   | 17      | 1       | 12    | 170   | 65    | 1     | 1        | 3        | 2        | 27    | 1    | 1     | 22    | 8        | .270  | .315     | .399     | .714  |
| 1965년      | 요미우리    | 135   | 511   | 484   | 47    | 134   | 19      | 2       | 5     | 172   | 58    | 2     | 0        | 3        | 3        | 19    | 0    | 2     | 25    | 18       | .277  | .307     | .355     | .662  |
| 1966년      | 요미우리    | 125   | 454   | 425   | 25    | 103   | 13      | 2       | 5     | 135   | 62    | 1     | 1        | 3        | 4        | 21    | 8    | 1     | 19    | 12       | .242  | .280     | .318     | .597  |
| 1967년      | 요미우리    | 109   | 360   | 331   | 28    | 92    | 10      | 0       | 6     | 120   | 31    | 3     | 0        | 1        | 3        | 22    | 6    | 3     | 22    | 11       | .278  | .329     | .363     | .691  |
| 1968년      | 요미우리    | 127   | 468   | 439   | 35    | 100   | 10      | 1       | 11    | 145   | 46    | 2     | 2        | 3        | 2        | 21    | 1    | 3     | 31    | 15       | .228  | .268     | .330     | .598  |
| 1969년      | 요미우리    | 115   | 372   | 340   | 22    | 87    | 13      | 0       | 8     | 124   | 39    | 0     | 1        | 1        | 2        | 26    | 6    | 3     | 29    | 11       | .256  | .314     | .365     | .679  |
| 1970년      | 요미우리    | 97    | 272   | 243   | 11    | 51    | 10      | 0       | 0     | 61    | 15    | 0     | 3        | 1        | 4        | 23    | 8    | 1     | 21    | 8        | .210  | .281     | .251     | .532  |
| 1971년      | 요미우리    | 95    | 285   | 256   | 19    | 55    | 8       | 2       | 4     | 79    | 22    | 1     | 1        | 1        | 2        | 26    | 8    | 0     | 28    | 8        | .215  | .287     | .309     | .596  |
| 1972년      | 요미우리    | 120   | 372   | 338   | 20    | 71    | 10      | 0       | 4     | 93    | 33    | 0     | 0        | 0        | 3        | 26    | 6    | 5     | 27    | 13       | .210  | .276     | .275     | .552  |
| 1973년      | 요미우리    | 97    | 241   | 223   | 11    | 49    | 5       | 0       | 3     | 63    | 19    | 1     | 0        | 2        | 1        | 14    | 2    | 1     | 10    | 7        | .220  | .269     | .283     | .551  |
| 1974년      | 요미우리    | 56    | 118   | 111   | 7     | 27    | 2       | 0       | 2     | 35    | 19    | 0     | 1        | 0        | 2        | 5     | 1    | 0     | 5     | 6        | .243  | .276     | .315     | .591  |
| 통산 : 20년 | 통산 : 20년 | 1884  | 6149  | 5686  | 392   | 1341  | 196     | 14      | 81    | 1808  | 582   | 29    | 23       | 34       | 40       | 363   | 67   | 26    | 469   | 171      | .236  | .285     | .318     | .603  |

- 굵은 글씨는 시즌 최고 성적.

### 감독으로서의 팀 성적
| 연도        | 소속        | 순위        | 경기 | 승리 | 패전 | 무승부 | 승률 | 승차                          | 팀 홈런                       | 팀 타율                       | 팀 평균자책점                 | 연령                          |
| ----------- | ----------- | ----------- | ---- | ---- | ---- | ------ | ---- | ----------------------------- | ----------------------------- | ----------------------------- | ----------------------------- | ----------------------------- |
| 1986년      | 세이부      | 1위         | 130  | 68   | 49   | 13     | .581 | -                             | 185                           | .281                          | 3.69                          | 49세                          |
| 1987년      | 세이부      | 1위         | 130  | 71   | 45   | 14     | .612 | -                             | 153                           | .249                          | 2.96                          | 50세                          |
| 1988년      | 세이부      | 1위         | 130  | 73   | 51   | 6      | .589 | -                             | 176                           | .270                          | 3.61                          | 51세                          |
| 1989년      | 세이부      | 3위         | 130  | 69   | 53   | 8      | .566 | 0.5                           | 150                           | .271                          | 3.86                          | 52세                          |
| 1990년      | 세이부      | 1위         | 130  | 81   | 45   | 4      | .643 | -                             | 162                           | .263                          | 3.48                          | 53세                          |
| 1991년      | 세이부      | 1위         | 130  | 81   | 43   | 6      | .653 | -                             | 155                           | .265                          | 3.22                          | 54세                          |
| 1992년      | 세이부      | 1위         | 130  | 80   | 47   | 3      | .630 | -                             | 159                           | .278                          | 3.52                          | 55세                          |
| 1993년      | 세이부      | 1위         | 130  | 74   | 53   | 3      | .583 | -                             | 114                           | .260                          | 2.96                          | 56세                          |
| 1994년      | 세이부      | 1위         | 130  | 76   | 52   | 2      | .594 | -                             | 122                           | .279                          | 3.81                          | 57세                          |
| 2001년      | 요코하마    | 3위         | 140  | 69   | 67   | 4      | .507 | 8                             | 94                            | .267                          | 3.75                          | 64세                          |
| 2002년      | 요코하마    | 6위         | 140  | 49   | 86   | 5      | .363 | 35.5                          | 97                            | .240                          | 4.09                          | 65세                          |
| 통산 : 11년 | 통산 : 11년 | 통산 : 11년 | 1436 | 785  | 583  | 68     | .574 | A클래스 : 10회, B클래스 : 1회 | A클래스 : 10회, B클래스 : 1회 | A클래스 : 10회, B클래스 : 1회 | A클래스 : 10회, B클래스 : 1회 | A클래스 : 10회, B클래스 : 1회 |

1. 1986년부터 1996년까지는 130경기제.
2. 2001년부터 2004년까지는 140경기제.

- 순위에서 굵은 글씨는 일본 시리즈 우승.